# Gotham Games
Gotham Games était une entreprise de développement et d'édition de jeux vidéo fondée en 2002. Elle était une filiale de Take-Two jusqu'à sa fermeture en 2003.

## Jeux développés et/ou édités
- Spec Ops: Airborne Commando
- Austin Powers Pinball
- MTV Celebrity Deathmatch
- Conflict: Desert Storm
- Conflict: Desert Storm II
- La Grande Évasion
- Motocross Mania 2
- Les Aventures de Porcinet
- Serious Sam